# Brandbu/Jaren
Brandbu/Jaren is een plaats in de Noorse gemeente Gran, provincie Innlandet. Brandbu/Jaren telt 4329 inwoners (2007) en heeft een oppervlakte van 5,98 km².

## Geboren
- Reidar Liaklev (1917-2006), schaatser